# Modibo Sagnan
Modibo Sagnan (* 14. April 1999 in Saint-Denis) ist ein malisch-französischer Fußballspieler, der bei HSC Montpellier in der Ligue 1 spielt.

## Karriere

### Verein
Sagnan begann seine fußballerische Ausbildung im Oktober 2009 beim CS Villetaneuse. Nach drei Jahren wechselte er in die Juniorenakademie des RC Lens. In der Saison 2016/17 kam er unter anderem mit der U19-Mannschaft ins Halbfinale der Coupe Gambardella, spielte aber auch bereits für das Zweitteam in der National 2. Im Juli 2017 unterschrieb er beim Verein seinen ersten Profivertrag, welcher bis 2020 galt. Nachdem er weitere Spiele für die zweite Mannschaft bestritt und auch dessen Kapitän wurde, debütierte er Ende Januar 2018 nach Einwechslung in der ersten Halbzeit für die verletzten William Bianda in der Ligue 2. Im Rest der Saison 2017/18 kam er noch zu zwei weiteren Einsätzen für die Profimannschaft. Die Spielzeit 2018/19 verbrachte er teilweise als Stammspieler in der Innenverteidigung und bestritt elf Ligapartien. Sein Team erreichte den dritten Platz, scheiterte jedoch in der Relegation um den Aufstieg am FCO Dijon.
Im Sommer 2019 wechselte er daraufhin für fast fünf Millionen Euro Ablöse, welche schon im Januar bezahlt wurden, zum spanischen Erstligisten Real Sociedad San Sebastián. Hier kam er lediglich zu einem Einsatz im Pokal und wurde nach einem halben Jahr an den Zweitligisten CD Mirandés verliehen. Dort spielte er bis zum Saisonende 13 Zweitligapartien. Nach seiner Rückkehr debütierte er am fünften Spieltag gegen den FC Getafe in der höchsten spanischen Spielklasse. Ende des Monats stand Sagnan bei einer 0:1-Niederlage gegen die SSC Neapel in der Startelf und spielte somit sein erstes internationales Spiel in der UEFA Europa League. In der gesamten Saison 2020/21 kam er auf 16 LaLiga-Einsätze, vier Europa-League-Spiele und ein Pokaleinsatz. Zudem konnte er mit der Mannschaft das aufgrund der Corona-Pandemie verschobene Finale des letztjährigen Pokals gewinnen. Für die gesamte Saison 2020/21 wechselte Sagnan auf Leihbasis zum portugiesischen Erstligisten CD Tondela. Hier war er Stammspieler, spielte 27 Ligapartien, schoss ein Tor und kam mit seiner Mannschaft bis ins Finale der Taça de Portugal.
Nach seiner Rückkehr erfolgte direkt die nächsten Leihe, zum FC Utrecht in den Niederlanden. Auch in der Eredivisie war er gesetzt und schoss wettbewerbsübergreifend ein Tor in 28 Einsätzen. Nach Ablauf der Leihe mit Saisonende zog Utrecht die Kaufoption und verpflichtete Sagnan für eine Million Euro. Bis Ende Januar 2024 spielte er insgesamt 14 Mal, wobei er ein Tor schoss.
Anschließend wechselte er für zweieinhalb Millionen Euro Ablösesumme zurück nach Frankreich zum Erstligisten HSC Montpellier.

### Nationalmannschaft
Sagnan stand im Aufgebot der französischen Olympiamannschaft 2021. Neben einem Testspiel bestritt er zwei der drei Gruppenspiele beim Turnier, bevor sein Team direkt ausschied.
Im Februar 2024 entschied er sich, künftig für das malische Nationalteam aufzulaufen. Am 22. März 2024 debütierte er in einem Freundschaftsspiel gegen Mauretanien über 90 Minuten, als er bei dem 2:0-Sieg zudem seinen ersten Treffer für Mali verbuchen konnte.

## Familie
Sagnan wurde in Frankreich als Sohn eines burkinischen Vaters mit mauretanischen Wurzeln und einer malischen Mutter muslimisch erzogen.

## Erfolge
Real Sociedad San Sebastián
- Spanischer Pokalsieger: 2020 (Finale fand erst im April 2021 statt)

CD Tondela
- Portugiesischer Vizepokalsieger: 2022